# More than Just a Name
Albums de Infected Mushroom
Head of NASA and the 2 Amish Boys
(2018) IM25
(2022)
More than Just a Name est le douzième album studio du groupe Infected Mushroom. Il est sorti le 23 mars 2020 sur le label canadien Monstercat. 

## Titres
| No | Titre                 | Auteur                                             | Durée |
| -- | --------------------- | -------------------------------------------------- | ----- |
| 1. | More Of Just The Same | Infected Mushroom avec WHITENO1SE                  | 7:08  |
| 2. | Only Solutions        |                                                    | 5:20  |
| 3. | Ani Mevushal          | Infected Mushroom avec Bliss                       | 8:51  |
| 4. | Symphonatic (Remix)   | Infected Mushroom avec Astrix                      | 8:26  |
| 5. | No Line In MIDI       |                                                    | 6:59  |
| 6. | Splicon               |                                                    | 6:23  |
| 7. | Freedom Bill          | Infected Mushroom avec Freedom Fighters & Mr. Bill | 6:12  |
| 8. | Infected Megamix      | Infected Mushroom avec Spacenoize & Vertical Mode  | 7:49  |